# Николас Лопес
Николас Федерико Лопес Алонсо (на испански: Nicolás Federico López Alonso) е уругвайски футболист, нападател.

## Кариера
Юноша е на Насионал Монтевидео. Дебютира на 24 април 2011 г. 
През ноември 2011 г., от Лопес започва да се интересува италианския Рома, който предлага за него 1.5 млн. евро. На 11 януари 2012 г. Лопес подписва договор с „вълците“ за 4,5 години.